# Musikmesse Frankfurt
Die Musikmesse Frankfurt war eine bis einschließlich 2019 international stattfindende Messe für Musikinstrumente, Zubehör, Musikproduktion und -vermarktung in Frankfurt am Main. Als eine der weltweit führenden Messen war sie zuletzt an drei Tagen für das Fachpublikum und an zwei weiteren Tagen für alle Musikinteressierte geöffnet und fand gemeinsam mit der Schwestermesse Prolight + Sound statt. Die Musikmesse fiel ab 2020 zunächst wegen Corona aus und wurde danach marktbedingt nicht mehr wieder aufgenommen. Die Prolight + Sound findet weiterhin statt.

## Inhalte und Zielpublikum
Die Musikmesse bildete die komplette Produktpalette der Musikinstrumenten-Branche ab: von den akustischen, klassischen Instrumenten wie Blech- und Holzblasinstrumente, Schlagwerk sowie Tasteninstrumente, über E-Gitarren und E-Bässe, bis hin zu computergestützten Musikproduktionen und modernsten DJ-Equipment. Es wurden Innovationen und Produkte aller Genres gezeigt – von Klassik bis Jazz, Rock und Pop.
Zudem bot die Musikmesse ein vielseitiges Rahmenprogramm: Musiker und Musiklehrer konnten Instrumente testen, an Workshops und Produktvorführungen bekannter Künstler teilnehmen oder die vielen Konzerte auf dem Messegelände besuchen. Zahlreiche Preisverleihungen und Aktionstage wie Deutschlands größtes Festival für den Schülernachwuchs „SchoolJam“ oder die seit dem Jahr 2000 integrierte Mitmachaktion „Music4Kids“ rundeten das Programm inhaltlich ab. Ein weiteres Highlight der Musikmesse war die Sonderausstellung „International Vintage Show“, eine weltweit einmalige Ausstellung mit Vintage-Gitarren und -Bässen, sowie -Schlagzeuge und -Mundharmonikas, die 2018 erstmals stattfand. Die Seminare, Workshops und Events bereicherten das Produktangebot der Musikmesse und ermöglichten regionales, nationales oder internationales Networking.

## Geschichte

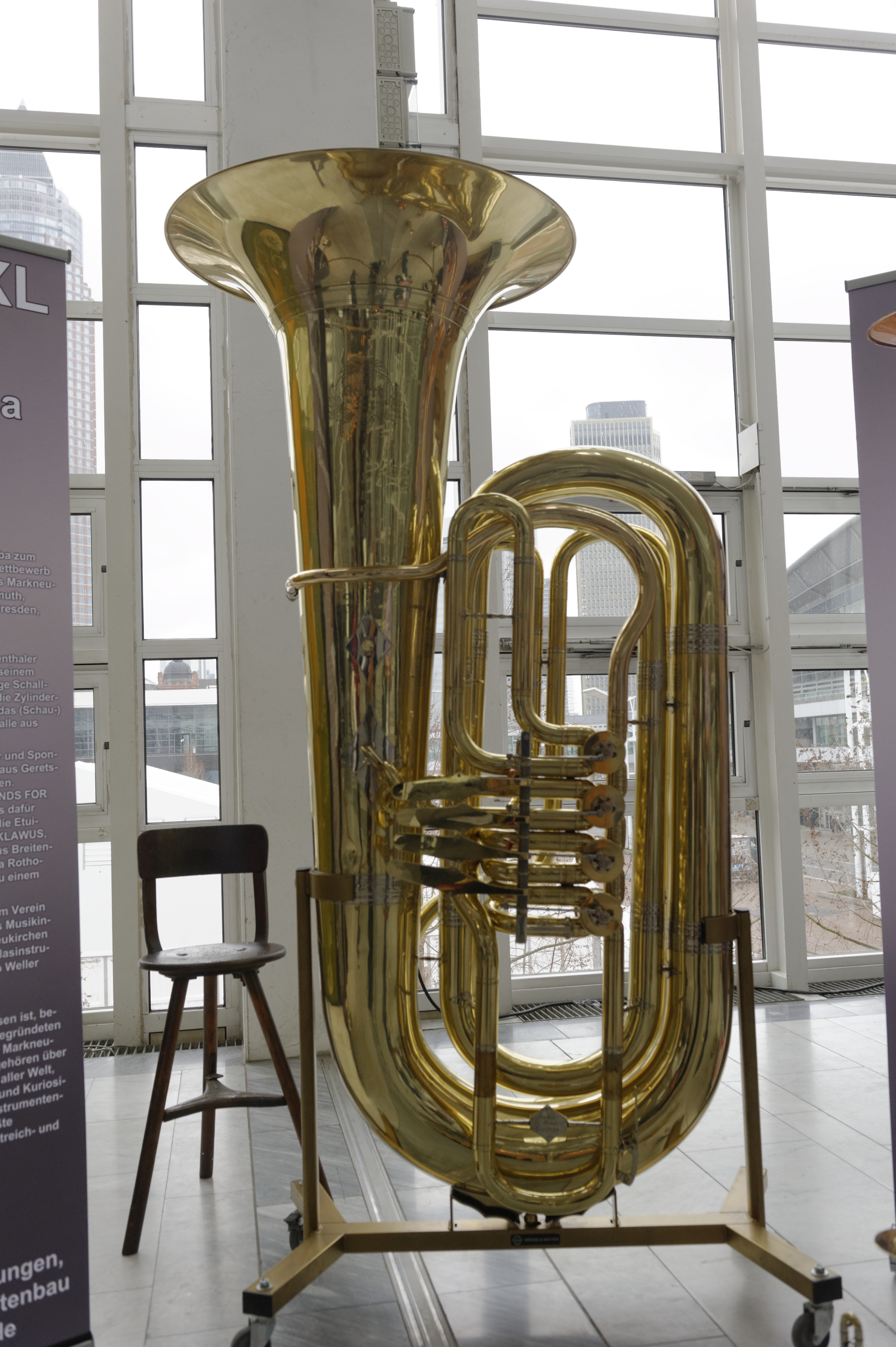
Spielbare Riesentuba auf der Musikmesse Frankfurt 2013 im Maßstab 2:1 und damit 2,05 m hoch und 50 kg schwer

Die erste Musikmesse fand 1980 in Frankfurt am Main in nur einer Messehalle (Halle 8.0) statt. Seitdem wird sie an vier Tage im Frühling durchgeführt, ab 1995 parallel zur internationalen Messe der Entertainment-Industrie Prolight + Sound. Als Schwestermessen sprechen sie zwei miteinander eng verknüpfte Branchen an.
Seit 2016 erweitert die Musikmesse ihr Angebot für Privatbesucher: In diesem Jahr wird die Messe erstmals vom Musikmesse Festival begleitet. Das Veranstaltungskonzept bietet mit Konzerten, Live Sessions, Überraschungsaktivitäten und Partys in der Innenstadt Frankfurts ein vielfältiges Programm. 2019 wird das Musikmesse Plaza ins Leben gerufen. Der Pop-up Erlebnismarkt bietet ein breites Entertainment-Angebot. Zudem können Instrumente, Tonträger und andere Lifestyle-Produkte getestet, getauscht oder gekauft werden.
Die Messe fand letztmalig vom 2. bis 5. April 2019 statt. 
2020 hätte die Musikmesse zusammen mit der Prolight + Sound Jubiläum gefeiert. Die Musikmesse wurde 40 Jahre alt, die Prolight + Sound 25 Jahre alt. Erstmals hätte dabei ein An- und Verkauf von Gitarren möglich sein sollen. Sie musste jedoch wie auch im Jahr 2021 wegen der Corona-Pandemie abgesagt werden.
Die folgende Musikmesse hätte vom 29. April bis 1. Mai 2022 stattfinden sollen. Die Messeleitung teilte jedoch am 1. März 2022 mit, dass marktbedingt keine Musikmesse stattfindet und auch in Zukunft nicht mehr stattfinden wird. Nicht betroffen seien die Prolight + Sound sowie die Publikumsformate, die weiter fortgesetzt werden sollen.

## Preisverleihungen im Rahmen der Messe
Seit 2011 werden im Rahmenprogramm der Musikmesse diverse Preise und Awards verliehen. Die wichtigsten sind:
PRG LEA - Live Entertainment Award
Der LEA Live Entertainment Award ist ein deutscher Veranstalterpreis, der vom LEA – Live Entertainment Award Committee e. V. seit 2006 jährlich vergeben wird. Seit einem Partnerschluss mit der Production Resource Group (PRG) – dem weltgrößten Anbieter von Event und Konzerttechnik – trägt er den Namen PRG Live Entertainment Award (kurz „PRG LEA“).
In 14 Kategorien würdigt der Deutsche Live Entertainment-Preis herausragende Leistungen von Konzertveranstaltern, Agenten, Künstlermanagern und Spielstättenbetreibern etc.
Frankfurter Musikpreis
Der Frankfurter Musikpreis wird seit 1982 von der gemeinsamen Stiftung der Musikmesse Frankfurt und des Bundesverbandes der Deutschen Musikinstrumenten-Hersteller verliehen. Mit diesem internationalen Musikpreis sollen „Musikerpersönlichkeiten für besondere Leistungen in der Interpretation und Komposition, in Musikwissenschaft und Lehre“ (lt. Selbstdarstellung) besonders hervorgehoben werden. Die Auszeichnung wird jährlich wechselnd an Persönlichkeiten aus der Welt der Musik in den Bereichen populäre Musik und klassische Musik vergeben. Er ist mit 15.000 Euro dotiert. Die Verleihung findet jeweils am Vorabend der Musikmesse in Frankfurt am Main statt.
Deutscher Musikinstrumentenpreis
Der Deutsche Musikinstrumentenpreis wird jährlich während der Musikmesse in Frankfurt am Main verliehen. Die Auszeichnung wurde 1990 vom Bundesministerium für Wirtschaft und Technologie (BMWi) gestiftet und 1991 zum ersten Mal vergeben. Mit dem Deutschen Musikinstrumentenpreis werden besonders gute Produkte aus der industriellen und handwerklichen Fertigung ausgezeichnet. Er soll die Bedeutung der deutschen Musikinstrumentenbaukunst für die Musikinstrumentenbranche und die Wirtschaft im Allgemeinen unterstreichen.
Musikmesse International Press Award
Während der Musikmesse wird der Musikmesse International Press Award (MIPA) in einer feierlichen Zeremonie verliehen. Mehr als 90 Fachmagazine küren die besten Musikinstrumente und Audio Ausrüstungen in über 20 Kategorien.
SchoolJam
Das Finale von SchoolJam, Deutschlands größtem Schülerband-Wettbewerb, findet jedes Jahr während der Musikmesse statt. Bands aus ganz Deutschland durchlaufen ein hartes Auswahlverfahren und können schließlich auf der großen Musikmesse-Bühne auftreten.
Musikeditionspreis Best Edition
Der Musikeditionspreis Best Edition würdigt hervorragende editorische und gestalterische Leistungen der Musikverlage. Er wird von einem Gremium des Deutschen Musikverleger Verbandes (DMV) vergeben.
Europäischer Schulmusik Preis
Der Branchenverband der Musikinstrumenten- und Musikequipment Branche SOMM e. V. verleiht im Rahmen der Musikmesse in Frankfurt den Europäischen Schulmusik Preis (ESP). Der Award ist mit insgesamt 21.000 € dotiert und soll ein stärkeres Bewusstsein für die Bedeutung von Musik und aktives Musizieren für Kinder und Jugendliche schaffen.
European Songwriting Award
Das Finale des European Songwriting Award findet während der Musikmesse in Frankfurt statt. Der Wettbewerb bietet Kreativen aus der ganzen Welt die Möglichkeit, ihre Songs einer Experten-Jury zu präsentieren. Für die Sieger der Singer Songwriter Kategorie geht es direkt ins Studio, um die Gewinner-Songs aufzunehmen.
Internationaler Deutscher Pianistenpreis
Im Rahmen des Eröffnungskonzertes der Musikmesse wird der Internationale Deutsche Pianistenpreis vergeben. Der Preis zeichnet besonders leidenschaftliche und talentierte Pianisten aus.